# 足掛け上がり
足掛け上がり（あしかけあがり）とは遊びにおける鉄棒の技の一つであり、体操競技においては存在しない技である。主に足が届かないような高い鉄棒において、逆上がりや蹴上がりによって上に上ることができない場合に用いられる。特に、上半身の筋肉が未発達な小学生にとっては、高い鉄棒に上がるためのポピュラーな技であり、高い鉄棒でこそ醍醐味を感じることができるグライダー等の技をするためにも、必ず覚えておきたい技である。

## 解説
まず、鉄棒のバーに片方の足を掛ける。次に、上半身を激しく揺さぶることによって円運動を生み出し、バー上に上る。ここで重要なのが、怖がって上半身を縮めないようにして、大きな弧を描くようにして上半身を揺さぶることである。